# La Bastide-de-Besplas
 La Bastide-de-Besplas  es una población y comuna francesa, en la región de Mediodía-Pirineos, departamento de Ariège, en el distrito de Pamiers y cantón de Le Mas-d'Azil.

## Demografía
| 468 | 453 | 403 | 307 | 302 | 294 |
| Para los censos de 1962 a 1999 la población legal corresponde a la población sin duplicidades (Fuente: INSEE [Consultar]) |     |     |     |     |     |